# Gonatocerus kochi
Gonatocerus kochi är en stekelart som beskrevs av Girault 1936. Gonatocerus kochi ingår i släktet Gonatocerus och familjen dvärgsteklar. Inga underarter finns listade i Catalogue of Life.